# Noelia Cobo García
Noelia Cobo García (18 de desembre de 1981, Barcelona) és una artista catalana especialitzada en escultura.

## Trajectòria
En 2005 es va llicenciar en Belles Arts a la Universitat de Barcelona, i es va doctorar el 2016 per la Universitat de Granada, on resideix en l'actualitat. Compagina la seva activitat artística amb la recerca i la docència. La seva especialitat és l'escultura amb certes connotacions simbòliques. Planteja una visió metafísica de l'escultura com un art de substitució. La cerca d'un llenguatge propi a través de formes inèdites alimenta les seves creacions plagades de volums imaginaris i vitals, respectant les qualitats intrínseques de la matèria.
Ha participat en nombroses exposicions individuals i col·lectives en centres com el Museu d'Art Contemporani de Aoya (Tottori), el Museu Pablo Serrano, el Lynne Fine Art Gallery (Scottsdale, Arizona), el Crucero de l'Hospital Real de Granada (Espanya) o el Museu del Molí Paperer de Capellades (Barcelona).
Destaca el 2010 la seva participació en la I Trobada d'Art Rural de Jaén, i el 2011 en el VII Certamen La Casa de Andalucía de Cerdanyola del Vallès a Barcelona.
El 2011 va rebre el Premi a la Creació Artística Alonso Cano, atorgat per la Universitat de Granada, per la seva obra escultòrica "Amsara". Es tracta d'una peça vertical on la creadora fa ús de diferents materials, com el marbre de Carrara i la pedra d'Ulldecona, amb els quals aconsegueix diferents acabats i textures dotant l'obra d'un marcat caràcter orgànic.